# عائلة كورونيس

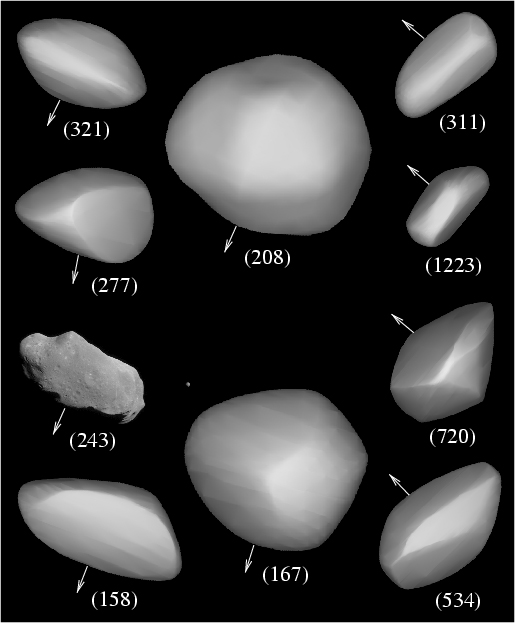
تجميع لكويكبات عائلة كورونيس من وكالة ناسا، انظر [http://solarsystem.nasa.gov/scitech/display.cfm?ST_ID=21 Spins on Koronis asteroids

عائلة كورونيس Koronis family هي عائلة من الكويكبات تقع في المنطقة الخارجية لحزام الكويكبات الرئيسي بين المريخ والمشتري. على مسافة متوسطة 2.87 وحدة فلكية من الشمس وتطوف عائلة كورونيس في تكتل على نفس المدار.يعتقد أنها من بقايا تحطم جسم ضخم، وأنها قد تشكلت قبل ملياري سنة على الأقل في حادث اصطدام كارثي بين جسمين، تم تسميتها نسبة للكويكب كورونيس 158, الذي اكتشف في 1876 من قبل الفلكي الألماني الاصل الروسي الجنسية فيكتور كارلوفتش نوور. وتنتمي 'عائلة كورونيس لعائلة هيراياما من الكواكب الصغيرة
عائلة كورونيس كويكبات من النوع أس متشابة جدا في البياض والنمط الطيفي والألوان، هذه الكويكبات صغيرة (قطرها أقل من 45 كم) ووجد أكثر من 300 كويكب ممن ينتمون لكويكبات كورونيس، لكن 20 فقط ممن يتعدى قطرهم العشرون كيلومتر.و أكبر أفراد هذة الأسرة الكويكب لكريمسا 208 ,قطرة 41 كم والكويكب اوردا 167 بقطر 40 كم. والكويكب 243 إيدا عضو في عائلة كورونيس.
.من المحتمل جداً أن هذه المجموعة ساهمت ولا تزال تساهم في تغذية الأجسام القاطعة لمدار الأرض.

## المنشأ
المسلم به عموما ان كويكبات كورونيس تشكلت من بقايا حطام حادث اصطدام كارثي بين جسمين فلكين أو تحطم جسم جرم فلكي متاجنس، وبالتالي تشترك في نفس العمر وتاريخ التشكل . اشارت عمليات الرصد إلى ان السطوع المرصود لكويكبات كورونيس مختلف من كويكب إلى اخر وهذا يعود إلى تفاوت احجامها ونتيجة لدورانها، ولزمن الرصد.

## الخصائص
كويكبات كورونيس ذات تركيب صخري يبلغ متوسط الوضاءة لكويكبات كورونيس (0.10 , 0.22) , وتتكون بشكل أساس من الحديد وسيليكات الماغنيسيوم

## زيارة الكويكب 243 إيدا
في 28/أغسطس عام 1993 اقترب المسبار غاليليو المركبة الفضائية الغير مأهولة التي أرسلتها وكالة ناسا لدراسة كوكب المشتري وأقماره.من الكويكب 243 إيدا i243 Ida، ومن قمره داكتيل Dacty.

## أكبر كويكبات عائلة كورونيس
| الإ سم | الإ سم      | متوسط القطر | نصف المحور الرئيسي | ميل مداري | انحراف مداري | تاريخ الإكتشاف |
| ------ | ----------- | ----------- | ------------------ | --------- | ------------ | -------------- |
| 158    | كورونيس 158 | 35.4 كم     | 2.867 و.ف          | 1.00°     | 0.057        | 1876           |
| 167    | اوردا 167   | 39.9 كم     | 2.855 و.ف          | 2.21°     | 0.035        | 1876           |
| 208    | لكريمسا 208 | 41.0 كم     | 2.895 و.ف          | 1.751°    | 0.015        | 1879           |
| 243    | إيدا        | 31.3 كم     | 2.861 و.ف          | 1.138°    | 0.046        | 1884           |
| 263    | درسدا       | 23.0 كم     | 2.886 و.ف          | 1.314°    | 0.079        | 1886           |
| 277    | الفيرا      | 27.0 كم     | 2.887 و.ف          | 1.156°    | 0.089        | 1888           |
| 311    | كلوديا      | 24.0 كم     | 2.897 و.ف          | 3.225°    | 0.008        | 1891           |
| 321    | فلورنتينا   | 27.0 كم     | 2.886 و.ف          | 2.594°    | 0.043        | 1891           |
| 534    | ناسوفيا     | ?           | 2.884 و.ف          | 3.277°    | 0.057        | 1904           |
| 720    | بالهنيا     | ?           | 2.888 و.ف          | 2.359°    | 0.014        | 1911           |
| 1223   | نيكار       | ?           | 2.8690752 و.ف      | 2.55052?  | 0.0605204    | 1931           |
| 9908   | أويه        | ?           | 2.900 و.ف          | 2.68°     | 0.0355       | 1971           |

## اقرأ أيضا
- غاليليو (مسبار فضاء)
- المشتري
- حزام الكويكبات
- أنواع الكويكبات الطيفية
- كوكب قزم
- كويكب من النوع أس

## وصلات خارجية
- Astronomical studies of the Koronis Family
- Spins on Koronis family